# 拉美西斯十世
拉美西斯十世（英語：Ramesses X）古埃及新王国时期第二十王朝的第九任法老。（约公元前1111年—约公元前1107年在位），在位时期埃及危机持续加深，墓地工人由于长期缺粮而不断罢工，利比亚军队入侵频繁。